# Matrículas automovilísticas de Brasil

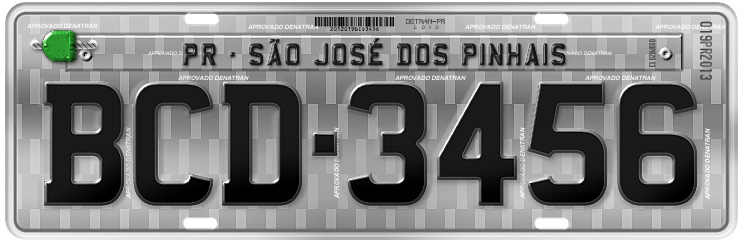
Placa brasileña antigua con precinto

Las matrículas brasileñas constan, desde 1990, en tres letras y cuatro números (ABC-1234), separados por un pequeño punto. De la combinación se puede inferir en qué estado federado se expidió la primera vez. En la parte superior aparece el código (de 2 letras) correspondiente al Estado y el nombre del distrito o municipio donde está domiciliado el propietario, que se puede reemplazar la banda metálica encima si traslada a otro estado y/o municipio. El tamaño de las placas es de 400 x 130 mm, pero también pueden tener el mismo tamaño que el europeo o japonés (a partir de 2008); desde 2012, todas las matrículas pasaron a ser reflectantes (anteriormente prismáticas). Cada placa está vinculada a un vehículo particular. La placa trasera tiene que estar sujeta firmemente al vehículo mediante un precinto, cuyo color varía según el año en que se efectuado la última revisión.

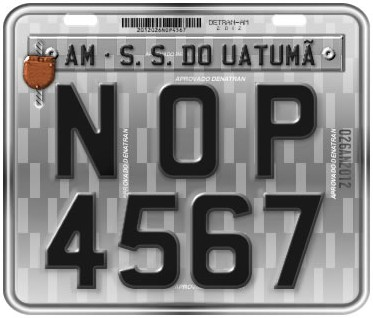
Matrícula para motocicletas

El color de la placa varía el tipo del vehículo según corresponda, así las placas delanteras y traseras son de mismos colores y formato:
- Letras negras con fondos grises: Particulares.
- Blanco con rojo: Transporte públicos y de alquiler (taxis, buses, camiones).
- Rojo con fondo blanco: Transporte escolar (auto-escuela).
- Blanco con negro: Uso oficial (gobierno, policía, bomberos o servicios públicos ciudadanos).
- Gris con negro: Vehículo con más de 30 años de antigüedad, en excelente estado de conservación.
- Blanco con verde: Experiencia; placas provisorias en reparaciones o pruebas de manejo (muchos vehículos de pruebas utilizan las placas particulares).
- Blanco con azul: Placas diplomáticas y consulares (en este caso, el formato es CD 1234 o CC 1234).

El formato numérico empieza con 0001 y termina en 9999; el 0000 no es usado.

## Letters

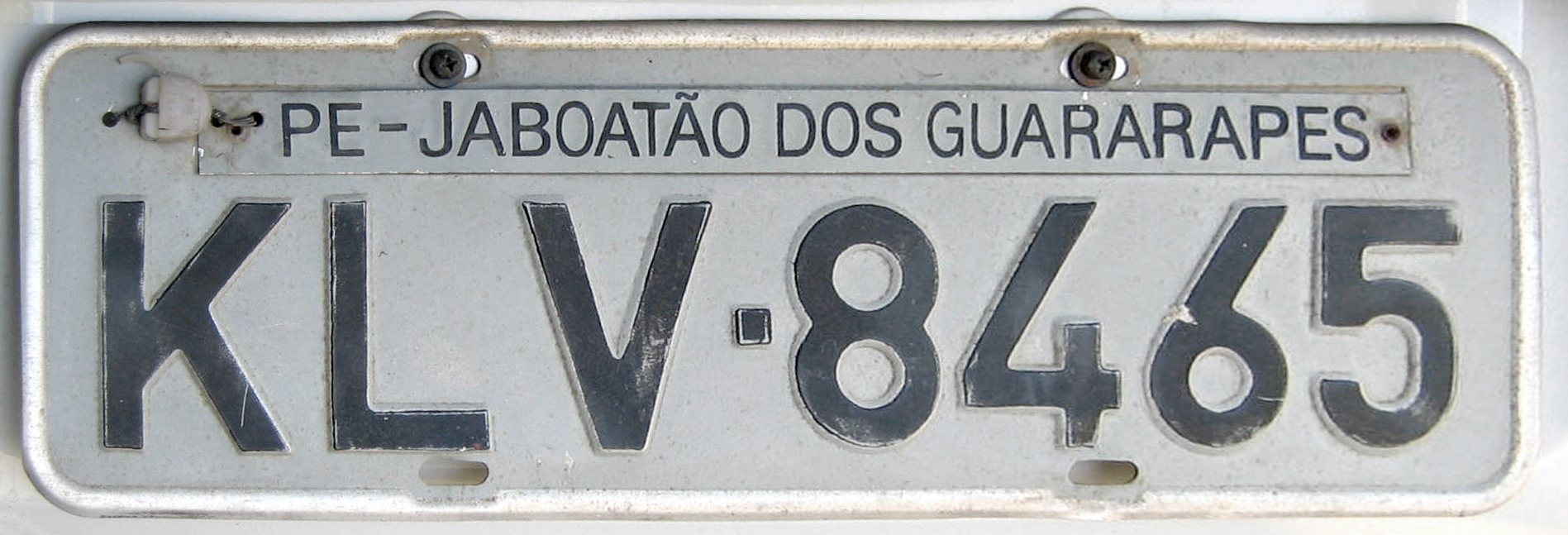
Rear plate from Pernambuco

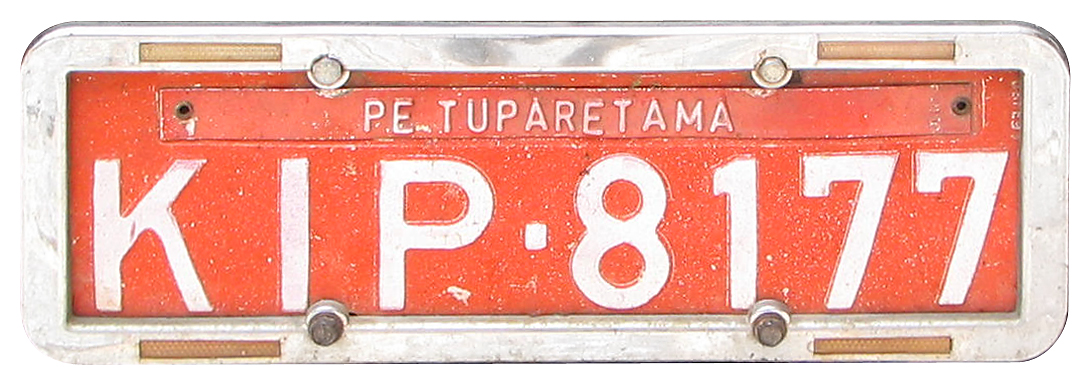
Front license plate of a truck from Pernambuco

The letters on the license plate can describe the state where a vehicle was originally registered. Vehicles relocated from one state to another will show the new state/municipality on the replaceable tag, but it is always possible to determine the place of original registration for a used vehicle by observing the license plate range for each Brazilian State: 

## Matrícula del Mercosur
En octubre de 2014, en el Salón Libertador del Palacio San Martín de Buenos Aires, se presentó la nueva Patente Única del Mercosur. En aquella fecha, los Estados Partes del Mercosur aprobaron la Resolución 033/14 que establecía su uso obligatorio a partir del 1 de enero del 2016. El primer país en implementar su uso fue Uruguay, en marzo de 2015, Argentina en abril de 2016 y Paraguay en julio de 2019. Primeramente, sería obligatorio sólo para vehículos 0 km y luego paulatinamente para todos.
En Brasil, desde el año 2018, empieza a regir el nuevo formato de matrículas bajo el formato "AAAnAnn" (A: Letras - n: Números), de forma opcional primeramente y progresiva, excepto vehículos 0 km. En Brasil debería haber sido obligatorio el patentamiento de vehículos 0km desde el comienzo del año 2016, en tanto que el reempadronamiento de autos usados sería progresivo pero inicialmente opcional, pero fue postergada en varias ocasiones. Hasta diciembre de 2018, siete estados brasileños (de un total de veinte y siete) ya habían adoptado el nuevo sistema de matriculación.

### Datos específicos
Esta nueva matrícula, que será utilizada en los países miembros del MERCOSUR, contará con las siguientes características comunes:
- Dimensiones: 400 mm x 130 mm y un espesor de 1 mm (tamaño estándar europeo).
- Emblema oficial del bloque e identificación con nombre y bandera de cada país, sobre una franja de color azul Pantone 286.
- Medidas de seguridad: marca de agua, estampado en caliente con lámina de seguridad con efecto difractivo y onda sinusoidal.
- Fuente tipográfica: FE Engschrift en color negro sobre fondo blanco.